# Peter Reid
Peter Reid (ur. 20 czerwca 1956 r. w Huyton) – angielski piłkarz, reprezentant kraju, który grał na pozycji pomocnika.

## Kariera klubowa
Karierę piłkarską rozpoczął w 1974 w klubie Bolton Wanderers. W sezonie 1977/78 świętował wraz z zespołem awans do Division One. Po dwóch sezonach klub ponownie spadł do Division Two. Przez 8 lat gry w Boltonie 225 razy pojawiał się na boisku, 23 razy pokonując bramkarzy rywali. 
W 1982 za 60 000 funtów został kupiony przez Everton. W zespole z Liverpoolu odnosił największe sukcesy w zawodowej karierze. Dwukrotnie zdobył Mistrzostwo Anglii w sezonach 1984/85 i 1986/87. Dołożył do tego triumf w Pucharze Anglii w sezonie 1983/84. Trzykrotnie zagrał w finale Pucharu Anglii w sezonach 1984/85, 1985/86 i 1988/89. Everton z Reidem w składzie cztery razy zwyciężył w spotkaniu o Tarczę Wspólnoty w latach 1984–1987. Na angielskich boiskach dotarł także do finału Pucharu Ligi Angielskiej w sezonie 1983/84. Everton osiągał wyniki także na arenie międzynarodowej, gdzie wygrał Puchar Zdobywców Pucharów w sezonie 1984/85. W meczu finałowym Everton pokonał na De Kuip w Rotterdamie Rapid Wiedeń 3:1. W ciągu 7 lat gry w Evertonie Reid zagrał w 159 spotkaniach, w których strzelił 8 goli.
W połowie sezonu 1988/89 przeniósł się do Queens Park Rangers, jednak już po roku zamienił QPR na Manchester City. W drużynie Obywateli występował w latach 1990–1993, łącząc pracę zawodnika i trenera pierwszej drużyny. W latach 1993–1995 zanotował krótnie epizody w Southampton (7 występów), Notts County (5 występów) oraz Bury (1 występ). W 1995 zakończył karierę piłkarską.
| Sezon   | Klub                | Kraj   | Rozgrywki      | Mecze | Bramki |
| ------- | ------------------- | ------ | -------------- | ----- | ------ |
| 1974/75 | Bolton Wanderers    | Anglia | Division Two   | 27    | 0      |
| 1975/76 | Bolton Wanderers    | Anglia | Division Two   | 42    | 2      |
| 1976/77 | Bolton Wanderers    | Anglia | Division Two   | 42    | 5      |
| 1977/78 | Bolton Wanderers    | Anglia | Division Two   | 38    | 9      |
| 1978/79 | Bolton Wanderers    | Anglia | Division One   | 14    | 0      |
| 1979/80 | Bolton Wanderers    | Anglia | Division One   | 17    | 3      |
| 1980/81 | Bolton Wanderers    | Anglia | Division Two   | 18    | 2      |
| 1981/82 | Bolton Wanderers    | Anglia | Division Two   | 12    | 1      |
| 1982/83 | Bolton Wanderers    | Anglia | Division Two   | 15    | 1      |
| 1982/83 | Everton             | Anglia | Division One   | 7     | 0      |
| 1983/84 | Everton             | Anglia | Division One   | 35    | 2      |
| 1984/85 | Everton             | Anglia | Division One   | 36    | 2      |
| 1985/86 | Everton             | Anglia | Division One   | 15    | 1      |
| 1986/87 | Everton             | Anglia | Division One   | 16    | 1      |
| 1987/88 | Everton             | Anglia | Division One   | 32    | 1      |
| 1988/89 | Everton             | Anglia | Division One   | 18    | 1      |
| 1988/89 | Queens Park Rangers | Anglia | Division One   | 14    | 1      |
| 1989/90 | Queens Park Rangers | Anglia | Division One   | 15    | 0      |
| 1989/90 | Manchester City     | Anglia | Division One   | 18    | 1      |
| 1990/91 | Manchester City     | Anglia | Division One   | 30    | 0      |
| 1991/92 | Manchester City     | Anglia | Division One   | 31    | 0      |
| 1992/93 | Manchester City     | Anglia | Premier League | 20    | 0      |
| 1993/94 | Manchester City     | Anglia | Premier League | 4     | 0      |
| 1993/94 | Southampton         | Anglia | Premier League | 7     | 0      |
| 1993/94 | Notts County        | Anglia | Division One   | 5     | 0      |
| 1994/95 | Bury                | Anglia | Division Three | 1     | 0      |

## Kariera reprezentacyjna
Po raz pierwszy Reid zagrał w kadrze Synów Albionu 9 czerwca 1985 w spotkaniu przeciwko Meksykowi, przegranym 0:1. W 1986 został powołany na swój pierwszy wielki turniej. Były to Mistrzostwa Świata rozgrywane w Meksyku. Podczas mistrzostw zagrał w 3 spotkaniach z Polską, Paragwajem oraz w ćwierćfinale przeciwko Argentynie.
Dwa lata później pojechał na Mistrzostwa Europy w RFN. Podczas turnieju pełnił rolę rezerwowego. Łącznie w latach 1985–1988 Reid zagrał w 13 spotkaniach dla reprezentacji Anglii.
| Mecze i gole w reprezentacji | Mecze i gole w reprezentacji | Mecze i gole w reprezentacji | Mecze i gole w reprezentacji | Mecze i gole w reprezentacji | Mecze i gole w reprezentacji | Mecze i gole w reprezentacji |
| #                            | Data                         | Miasto                       | Przeciwnik                   | Gol                          | Wynik                        | Rozgrywki                    |
| ---------------------------- | ---------------------------- | ---------------------------- | ---------------------------- | ---------------------------- | ---------------------------- | ---------------------------- |
| 1.                           | 09.06.1985                   | Meksyk                       | Meksyk                       |                              | 0:1                          | towarzyski                   |
| 2.                           | 12.06.1985                   | Meksyk                       | RFN                          |                              | 3:0                          | towarzyski                   |
| 3.                           | 16.06.1985                   | Los Angeles                  | Stany Zjednoczone            |                              | 5:0                          | towarzyski                   |
| 4.                           | 11.09.1985                   | Londyn                       | Rumunia                      |                              | 1:1                          | El. MŚ 1986                  |
| 5.                           | 23.04.1986                   | Londyn                       | Szkocja                      |                              | 2:1                          | towarzyski                   |
| 6.                           | 24.05.1986                   | Burnaby                      | Kanada                       |                              | 1:0                          | towarzyski                   |
| 7.                           | 11.06.1986                   | San Nicolás de los Garza     | Polska                       |                              | 3:0                          | MŚ 1986                      |
| 8.                           | 18.06.1986                   | Meksyk                       | Paragwaj                     |                              | 3:0                          | MŚ 1986                      |
| 9.                           | 22.06.1986                   | Meksyk                       | Argentyna                    |                              | 1:2                          | MŚ 1986                      |
| 10.                          | 19.05.1987                   | Londyn                       | Brazylia                     |                              | 1:1                          | towarzyski                   |
| 11.                          | 09.09.1987                   | Düsseldorf                   | RFN                          |                              | 1:3                          | towarzyski                   |
| 12.                          | 11.11.1987                   | Belgrad                      | Jugosławia                   |                              | 4:1                          | El. ME 1988                  |
| 13.                          | 28.05.1988                   | Lozanna                      | Szwajcaria                   |                              | 1:0                          | towarzyski                   |

## Kariera trenerska
Karierę trenerską rozpoczął w 1990 w klubie Manchester City, gdzie przez 3 lata pełnił rolę grającego trenera. Od 1995 pracował w Sunderlandzie. Wygrywał dwukrotnie wraz z zespołem rozgrywki Division One w sezonach 1995/96 i 1998/99. W najlepszym dla Sunderlandu sezonie w Premier League, tj. 2000/01, poprowadził drużynę do 7. miejsca w lidze. Po 7 latach pracy, 7 października 2002, został zwolniony z drużyny. 
W 1999 został trenerem angielskiej reprezentacji U-21. W kolejnych latach pracował w Leeds United i Coventry City. W 2008 roku został trenerem reprezentacji Tajlandii, jednak zaledwie po roku, 7 września 2009, przedwcześnie zakończył współpracę. Zastąpił go na tym stanowisku Bryan Robson. Następnie pracował w Plymouth Argyle, z którym zanotował w sezonie 2010/11 spadek z League One do League Two. Ostatni raz na ławce trenerskiej zasiadał w 2014 jako opiekun Mumbai City, z którego odszedł po 3,5 miesiącach pracy.

## Sukcesy

### Zawodnik
Everton F.C.
- Mistrzostwo Anglii (2): 1984/85, 1986/87
- Puchar Anglii (1): 1983/84
- Finalista Pucharu Anglii (3): 1984/85, 1985/86, 1988/89
- Finalista Pucharu Ligi Angielskiej (1): 1983/84
- Charity Shield (4): 1984, 1985, 1986, 1987
- Puchar Zdobywców Pucharów (1): 1984/85

### Trener
Sunderland F.C.
- Division One (2): 1995/96, 1998/99